# Uropoda italica
Uropoda italica es una especie de arácnido del orden Mesostigmata de la familia Uropodidae.

## Distribución geográfica
Se encuentra en Italia y la República Checa.